# Obszar spisowy Yukon–Koyukuk
Obszar spisowy Yukon–Koyukuk (ang. Yukon–Koyukuk Census Area) – największy obszar spisu powszechnego (ang. census area) w Stanach Zjednoczonych położony w stanie Alaska i wchodzący w skład okręgu niezorganizowanego.
Obszar spisowy Yukon–Koyukuk zajmuje północno-środkową część stanu. Największym miastem położonym na obszarze jest Galena.
Zamieszkany przez 5129 osób. Z gęstością zaludnienia 0,014 os./km² jest najsłabiej zaludnionym obszarem w Stanach Zjednoczonych. Największy odsetek ludności stanowią rdzenni mieszkańcy (67,8%) oraz ludność biała (22,8%).
Największe grupy religijne w 2020 roku, to: Kościół Episkopalny (37,4%), Kościół katolicki (15,9%), zbory ewangelikalne (8,5%), mormoni (4%) i prawosławni (1,9%).